# Venezillo sanchezi
Venezillo sanchezi là một loài chân đều trong họ Armadillidae. Loài này được Boone miêu tả khoa học năm 1934.